# Grethe Meyer
Grethe Meyer (Svendborg, 8 april 1918 - 25 juni 2008) was een Deens industrieel ontwerper. Na haar studie werkte ze de eerste jaren aan het onderzoeksproject Byggebogen, dat de kennis bijeenbracht over de stand van de bouwtechniek en huisdecoratie van dat moment. Ze ontwierp kasten, dinerserviezen, drinkglazen en bestek dat door bekende Deense bedrijven werd geproduceerd, waaronder Royal Copenhagen. Haar werk is wereldwijd in museumcollecties opgenomen.

## Biografie
Meyer studeerde in 1947 af aan de School voor Architectuur van de Deense Kunstacademie. In 1948 begon ze aan het project Byggebogen, vertaald het Gebouwenboek. Dit duurde tot 1970 en bestond uit het verzamelen van alle kennis van dat moment over bouwtechniek en huisdecoratie. Zelf werkte ze hier in de beginperiode aan mee. Daarna werkte ze voor het Statens Byggeforskningsinstitut (landelijk instituut voor bouwonderzoek). In 1960 vestigde ze zich definitief met een eigen ontwerpatelier.
Daarnaast voerde ze ontwerpopdrachten uit. Samen met Børge Mogensen ontwierp ze twee wandmeubelen die veel bekendheid hebben gekregen, namelijk de Boligens Byggeskabe (1952) en Øresund (1955).
In navolging van de visie die Kaare Klint had uitgedragen op de kunstacademie stonden in haar ontwerpen gebruiksgemak,  functionaliteit en geschiktheid voor massaproductie centraal. Een voorbeeld hiervan was de serie Ildpot, die ze in 1976 maakte voor de nieuwe leefstijl van de werkende klasse. Dit is een schaal die vanuit de diepvries direct in de oven geplaatst kan worden, waardoor er tijdens de etensbereiding andere dingen gedaan konden worden.
Andere voorbeelden van haar ontwerpen zijn de serie met drinkglazen Stub voor Kastrup Glasværk (tussen 1958 en 1960), het faience-dinerservies Blåkant (blauwe rand) voor Royal Copenhagen (1965) en een bestekset met de naam Copenhagen voor de zilversmid Georg Jensen (1991).
Ze ontving tal van kunstprijzen en haar werk is wereldwijd in museumcollecties opgenomen. Van 1964 tot 1965 was ze bestuurslid van de architectenorganisatie Akademisk Arkitektforening en vanaf 1977 van de Deense ontwerpersorganisatie.
- International Standard Name Identifier: 0000 0004 4887 4903
- KulturNav: e03273e1-1aa6-43e7-8f16-668f3cafc0a0
- Nationale Bibliotheek van Israël: 987007500828905171
- RKD-Nederlands Instituut voor Kunstgeschiedenis: 312055
- LIBRIS: 272936
- Union List of Artist Names: 500477108
- Virtual International Authority File: 59063664